# 刘弘照
劉弘照（？—947年），十国南漢初代高祖皇帝劉龑的第十七子。
南漢高祖劉龑有19子，劉弘照为第十七子。生母不詳。大有五年（932年），刘弘照被封为宣王。劉龑的第四子南汉第三代皇帝中宗劉晟即位。乾和五年（947年），刘弘照与哥哥刘弘弼、劉弘暐、刘弘简、刘弘建、刘弘济、刘弘道、弟弟刘弘益同日被中宗所杀。他们的女儿被中宗纳入后宫，儿子全被杀死。